# Фондезин, Мартын Петрович
Мартын Петрович Фондезин (фон Дезин) (1738, Санкт-Петербург — 30 декабря 1821, Архангельск) — российский адмирал, участник Семилетней, Русско-турецкой 1788-1774 и Русско-шведской 1788-1790 года войн. Брат адмирала В. П. фон Дезина. 

## Биография
Родился в 1737 или 1738 году в Санкт-Петербурге.
В мае 1754 года поступил в Морской кадетский корпус и 20 февраля 1757 года был произведён в чин гардемарина, а 27 апреля 1758 года — в чин мичмана с назначением служить на кораблях Балтийского флота. В 1764 году он был произведён в чин лейтенанта. 
В 1769 году фон Дезин был командирован в Донскую экспедицию на Икорецкую верфь и произведён в чин капитан-лейтенанта. С 1770 года командовал «новоизобретенным» кораблем «Хотин» под флагом «начальника заводимого на Азовском и Чёрном морях флота» вице-адмирала А. Н. Сенявина; 17 мая 1771 года он вышел с флотилией, состоявшей из пяти 42-пушечных прамов, одного 3-мачтового корабля, девяти 2-мачтовых кораблей и двух бомбардирских, двух фрегатов, одной дуббель-шлюпки и одного палубного бота: это была первая эскадра после 1699 года, шедшая под вице-адмиральским флагом для воспрепятствования туркам сделать высадку на берега Крыма. По этому поводу императрица Екатерина II написала вице-президенту адмиралтейств-коллегии, графу Чернышеву: «С большим удовольстием усмотрела я, что 17 мая Российский флаг веял на Азовском море после 70-летней перемешки; дай Боже вице-адмиралу Сенявину счастливый путь и добрый успех!».
Затем Мартын фон Дезин вышел из Керчи в Чёрное море до Ялты. В 1773 году, командуя фрегатом «Первый», Дезин участвовал в крейсерстве по Чёрному морю в отряде вице-адмирала А. Н. Сенявина, состоявшем из пяти 16-пушечных кораблей и двух 32-пушечных фрегатов, который 5 сентября у Суджук-Кале встретил турецкий отряд, состоящий из пяти больших кораблей, двух фрегатов, двух шебек и одной галеры; но турки уклонились от боя и под всеми парусами пошли к берегам Анатолии; русские суда гнались за турками, но «за тяжестью в ходу новоизобретенных кораблей, достичь их не могли».
В 1774 году фон Дезин был переведён из Азовской флотилии в Балтийский флот, где назначен командиром 54-пушечного корабля «Город Архангельск». В 1775 году назначен командиром фрегата «Григорий», на котором был в отдельном плавании в Балтийском море; 20 августа того же года был произведён в чин капитана 2-го ранга. В 1776 году командовал на кронштадтском рейде новопостроенной яхтой «Екатерина» и был назначен в комиссию для разбора журналов Донской экспедиции и для составления по ним исторического описания. В 1777 году командовал флагманским кораблём «Иезекиил» в составе Кронштадтской эскадры вице-адмирала В. Я. Чичагова, а в 1778 году, уже в чине капитана 1 ранга, командовал фрегатом «Счастливый» в эскадре контр-адмирала Барша и плавал у Красной Горки «для опыта нового вооружения».
В 1779 году он был назначен заведовать Петербургской корабельной командой и командовал новопостроенным в Петербурге кораблём «Давид Солунский», который был спущен 26 июня в Высочайшем присутствии. 28 февраля 1780 г. была объявлена декларация о вооружённом нейтралитете, и для ограждения принципов её были назначены 3 эскадры: 1-я контр-адмирала Борисова; 2-я — капитана бригадирского ранга Палибина, в состав которой входил и Мартын фон Дезин со своим кораблём «Давид Солунский». 1-я и 3-я снялись совместно с якоря, прошли Балтийское море и Английский канал. 11 августа на корабле «Давид» был собран «консилиум»; на корабле было 13 тяжело больных и 103 слабых: — постановили просить командующего эскадрою позволения идти в ближайший порт «для освежения команды». Палибин разрешил, и корабль «Давид» 15 августа пришёл на Портсмутский рейд. Больных было 153, и их стали свозить на остров Вайт; потом стали понемногу поправляться и только 7-го октября мог идти на соединение с эскадрой, которая должна была уже окончить своё плавание и возвращаться к своим портам, а между тем, не надеясь прийти до мороза в Россию, Палибин спустился в Лиссабон, где и зазимовал. Не зная этого, фон Дезин 11 октября вышел из Портсмута, не встречая эскадры в Английском канале, пошёл к Копенгагену, где, напрасно прождав до 9 декабря своего флагмана, втянулся в гавань и расположился на зимовку; 1781 г. 23 апреля он ушёл из Копенгагена и 8 мая пришёл обратно в Кронштадт, где втянулся в гавань и был назначен командовать яхтою «Екатерина».
28 июня 1782 года фон Дезин был произведён в капитаны бригадирского ранга, 15 июля назначен к исправлению должности капитана над Кронштадтским портом; 24 ноября 1783 года он был произведён в чин капитана генерал-майорского ранга, а 1 января 1784 года перечислен в чин в контр-адмирала. Командуя архангелогородской эскадрой (2 корабля и 2 фрегата), привёл её благополучно в Кронштадт. 
В 1788 году командовал арьергардом эскадры адмирала С. К. Грейга, который состоял из кораблей: «Дерись», «Память Евстафия», «Карл-Иоанн» (под флагом М. фон Дезина), «Ярослав» и «Виктор». Эскадра Грейга (17 кораблей) встретила шведскую эскадру герцога Зюдерманландского: 16 кораблей и 7 фрегатов, около острова Гогланда, где 6 июля и разыгралось знаменитое Гогландское сражение, разрушившее планы шведского короля о внезапном нападении и овладении Петербургом. В этом сражении M. фон Дезин вызвал большое негодование Грейга за свою плохую распорядительность; а потому он в своём всеподданнейшем донесении от 11 июля говорит: «В ариергардии же, под командою контр-адмирала фон Дезина, сражение начато прежде, нежели сия дивизия довольно близко могла подойти к неприятелю; притом два задние корабля в скорости поворотили прочь от неприятеля». Результатом было то, что Государыня в своём Высочайшем указе графу Чернышеву от 18 июля говорит: «Находящегося во флоте, адмиралом Грейгом предводимым, фон Дезина повелеваем отозвать для употребления его к другому делу по усмотрению адмиралтейств-коллегии». Из судов его отряда корабль «Дерись», под командою капитана 1 ранга Саввы Коковцева, совершенно уклонился от боя и в сражении не участвовал, за что Коковцев был, по сентенции военного суда, приговорён к смертной казни, но Императрицею был разжалован в матросы «навечно», с переводом в Черноморский флот. Корабль «Память Евстафия» под командою капитана 1 ранга Андрея Баранова, приняв участие в начале сражения, потом самовольно уклонился от боя, за что Баранов военным судом приговорён к разжалованию в рядовые на месяц, но по Высочайшей конфирмации он «исключен со службы с тем, чтобы впредь вечно в оную и ни к каким делам не употреблять».
Через год Дезин был прощён и командовал судами. Вскоре его младший брат, Вилим фон Дезин, тоже отличился в отрицательном смысле, и тогда Императрица, рассердившись, сказала: «Тот виноват перед отечеством, кто ввёл обоих фон Дезинов в адмиралы». Но это не помешало Мартына Петровича в 1790 г. 6 июля произвести в вице-адмиралы, но в указе о производстве сказано «употреблять в должность по чину его по адмиралтейству». 28 мая 1791 г. журналом адмиралтейств-коллегии № 2866 контр-адмирала фон Дезина, по необходимой настоятельной надобности за совершенным недостатком коллегских членов, постановлено было «определить в присутствие в коллегии, поручая ему управление счётною экспедициею, для чего его, контр-адмирала, привесть к присяге по закону».
В 1793 году был определён в генерал-контролёры; в 1797 году награждён орденом Св. Анны 1-й степени, а в 1798 году назначен военным губернатором и главным командиром Архангельского порта, где и был в 1799 году произведён в адмиралы. Все шло благополучно до 1811 года, когда началась страшная смертность в Архангельском морском госпитале, и туда был по Высочайшему повелению командирован штаб-лекарь Жуков. Следствие открыло массу злоупотреблений, за которые медицинский инспектор, штаб-лекарь Заммер, сослан в Мезень, а комиссар Михайлов разжалован в матросы; не избег наказания и губернатор Мартын фон Дезин. Он был уволен со службы, с запрещением въезда в обе столицы, за злоупотребления, допущенные в Архангельском госпитале. Но 12 декабря того же 1811 года фон Дезин был Всемилостивейше прощён и уволен от службы с полным жалованьем.
Умер 22 октября (3 ноября) 1821 года. Похоронен на Смоленском евангелическом кладбище.